# 空气制动 (航空)

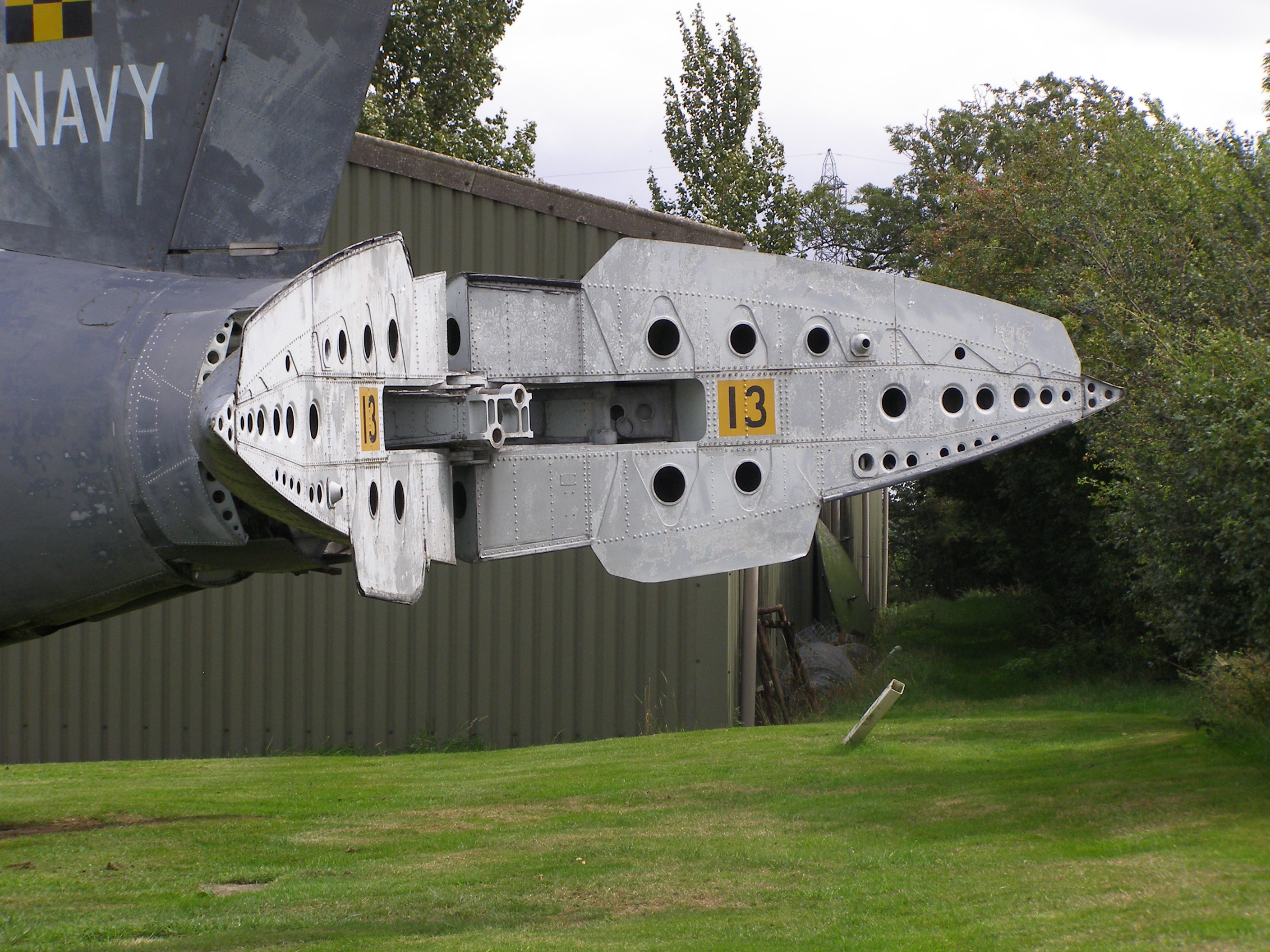
布萊克本掠奪者攻擊機上的空气制动器

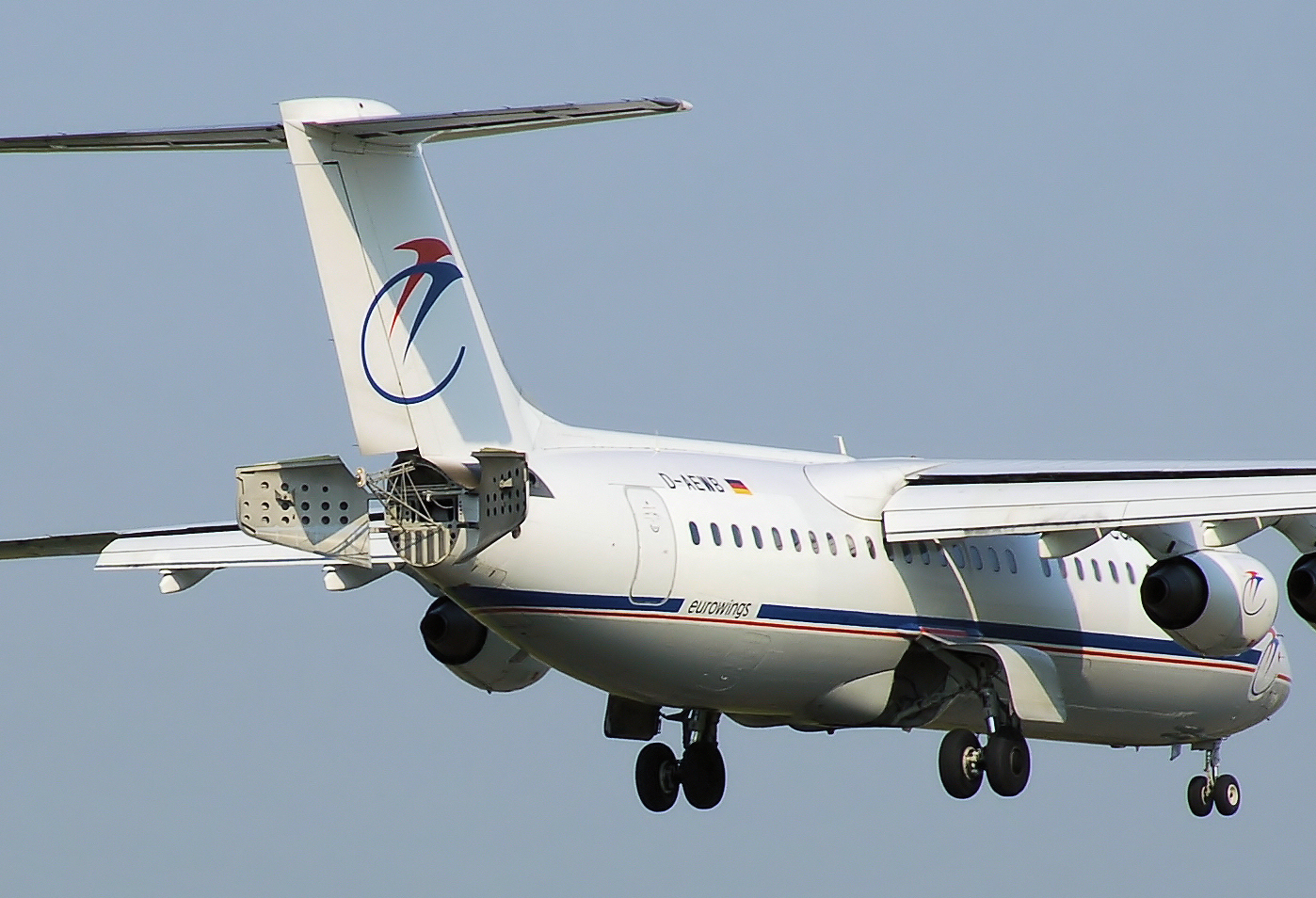
欧洲之翼 BAe 146-300在机身尾部的空气制动器

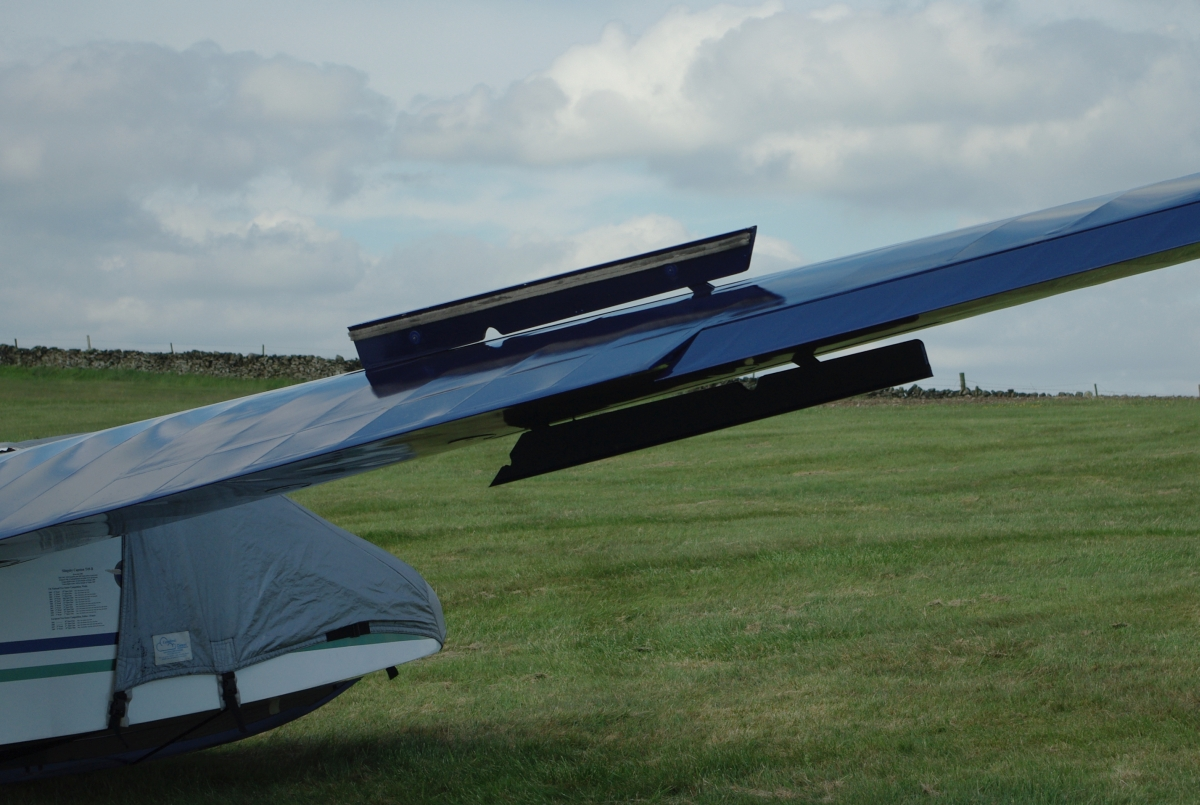
Slingsby Capstan上的DFS型空气制动器

在航空学中，空气制动器 是飞行控制系统的一部分。用来在飞行器着陆时增大阻力或是增大着陆角度。
最早的已知的空气制动器是在1931年搭设在机翼支架上的。 不久之后，在机翼后缘底部的空气制动器成为了一种标准设计，并延续了几十年。
和扰流板不同的是，空气制动器是用来增大阻力但几乎不改变飞机的升力。扰流板则是减少了飞机升力对阻力的比率，并且提高了飞机维持飞行所需要的迎角，最终导致了更高的失速速度。
1936年Hans Jacobs为滑翔机机翼的上表面和下表面设计了一种可自行启动的俯冲制动装置。在此之前，滑翔机通过机翼上的扰流板来控制它们着陆时的角度的。而现今的滑翔机则是通过空气制动器来降落，因为通过它们被安装的位置，可以在干扰升力的同时提升阻力。